# Костянтинівка (Тернопільський район)
Костянти́нівка (поширена назва Косту́ся) — село Великобірківської селищної громади Тернопільського району, Тернопільської області. Розташоване на річці Качава, у центрі району. До 2019 підпорядковане Малоходачківській сільській раді. До Костянтинівки 1970 приєднали хутір Дернилівка.
Населення — 157 осіб (2003).

## Географія
Через село тече річка Качава, ліва притока Теребної.

## Історія
Відоме від 1810 р., коли власник Борок великих, граф Адам Стаженський, оголосив про заснування нового поселення під назвою Костянтинівка. На лівому березі р. Качава, (на домініальних землях), власним коштом почав закладати 16 обійсть для Ґрунтових підданих. Новосельці тимчасово звільнялися від плати за житло і землю, натомість мали вкорінитися на визначеному місці і відробляти 81 день панщини на рік та давати данину: 1 курку, 5 яєць, прясти 3 мітки з панського матеріалу.

До 1820 року перші збудовані домівки почали обживати зголошені добровольці. Охочі прибували не тільки з навколишніх сіл, але із східних українських земель, що були під владою Російської держави. В той час власником земельних угідь уже став син графа Адама Стаженського Олексадр.
 Серед перших мешканців Костянтинівки — родини: Яська Овчара (Вівчара), Юзька Ковалика, Казя Лавуса, Якима Мандзюка, Андруха Луковича, Корнила Вавриківа, Максима Швеця, Василя Мочульського, Якима Тютька, Андрія Ярославського, Петра Студенного та ін. Вони користувались 153 моргами землі.

У 1890 році в селі проживало 385 осіб, з них 292 українці, 58 поляків, 35 євреїв. На зламі XIX-XX століть велика земельна власність належала графині Францішці Островській (з роду Баворовських), а селянам 311 моргів. Був двір-фільварок, став і корчма. З усіх мешканців вміли читати і писати лише 15 осіб.

До вересня 1939 р. діяли товариства «Просвіта», «Рідна школа», «Союз українок», кооператива.
1 серпня 1934 року в рамках реформи на підставі нового закону про самоуправління (23 березня 1933 року) село увійшло до нової сільської гміни Великі Бірки (Тернопільський повіт Тернопільського воєводства).

## Населення
За переписом населення України 2001 року в селі мешкала 151 особа. 100 % населення вказало своєю рідною мовою українську мову.

## Релігія

Церква Святого Духа

- церква Пресвятої Трійці (1924; мурована).

## Пам'ятки
Збеглися «фігури», споруджені для захисту населення від грому, посухи, тифу.
Споруджено пам'ятник воякам УПА (1993).

## Соціальна сфера
Діє бібліотека.

## Відомі люди

### Народилися
- Мар'ян Штика[5] (нар. 1922) — член ОУН, вояк УПА громадський діяч і меценат, проживає в Канаді;
- Тимотей Балабан (1924—2012) — інженер, науковець працював у США;
- Михайло Глинський (1930—2014) — історик-архівіст, член редколегії Історії міст і сіл Української РСР. Тернопільська область";
- Євген Ваврик (1949—2014) — режисер.

## Галерея

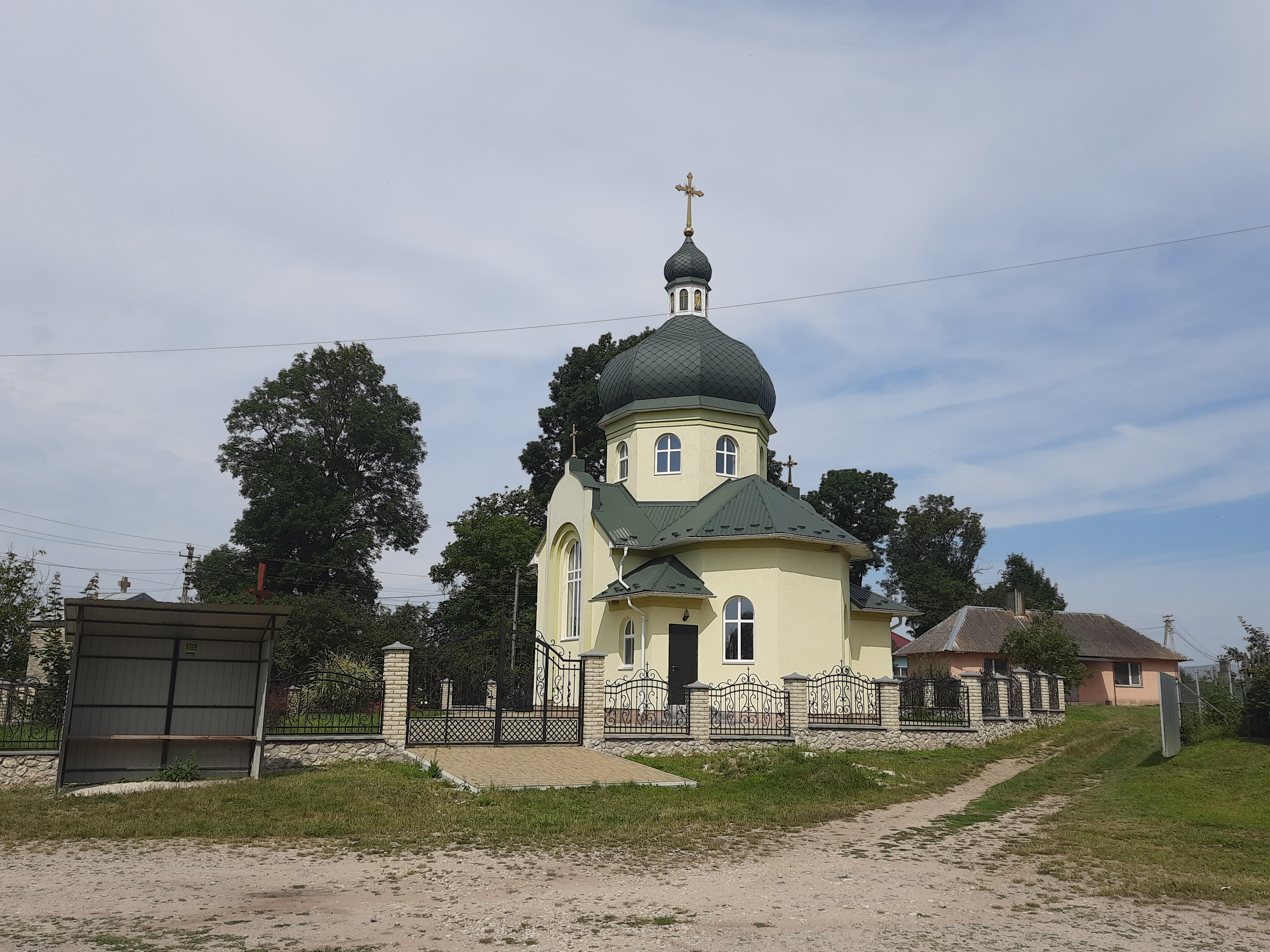
Церква Пресвятої Трійці
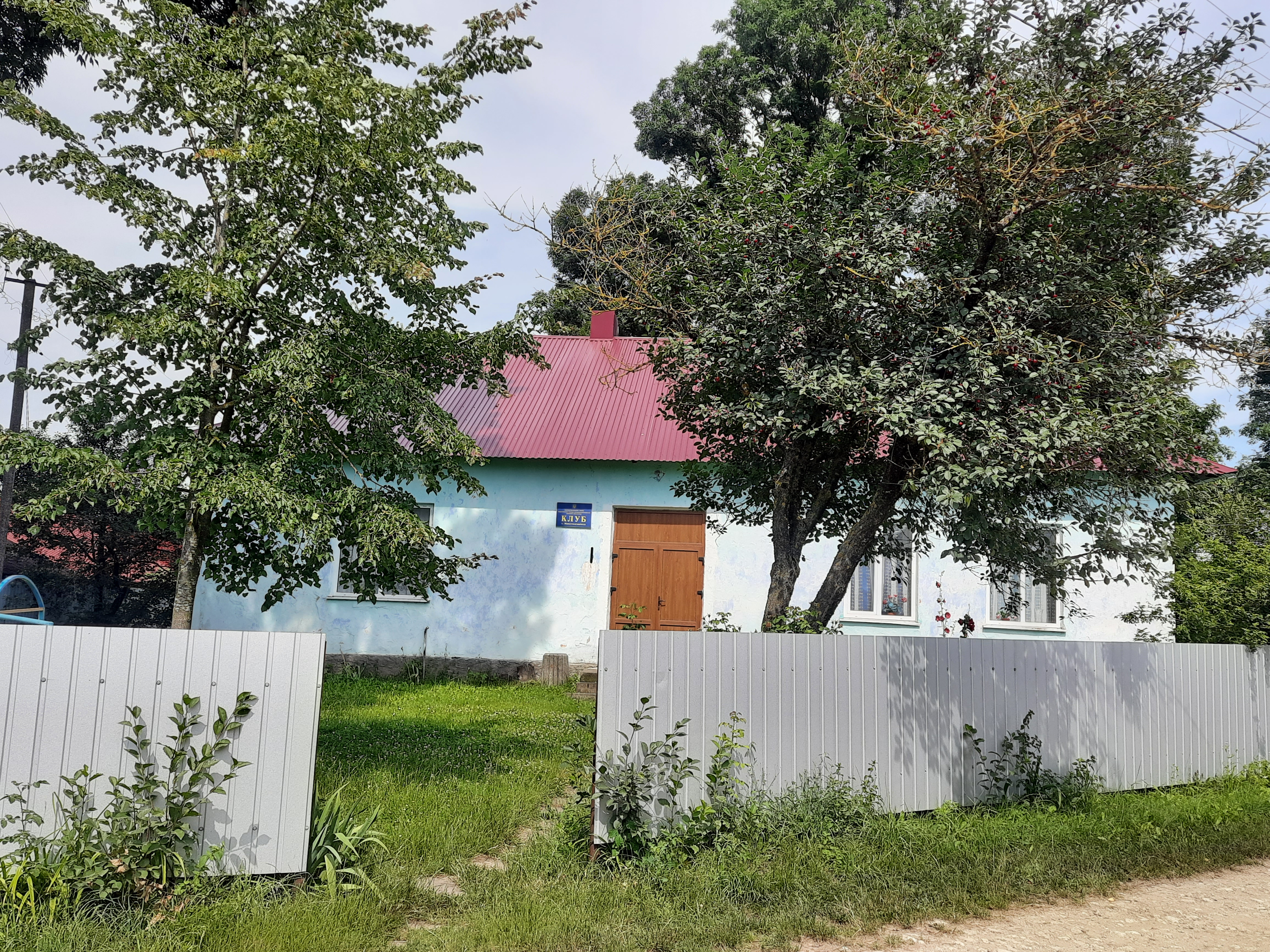
Клуб
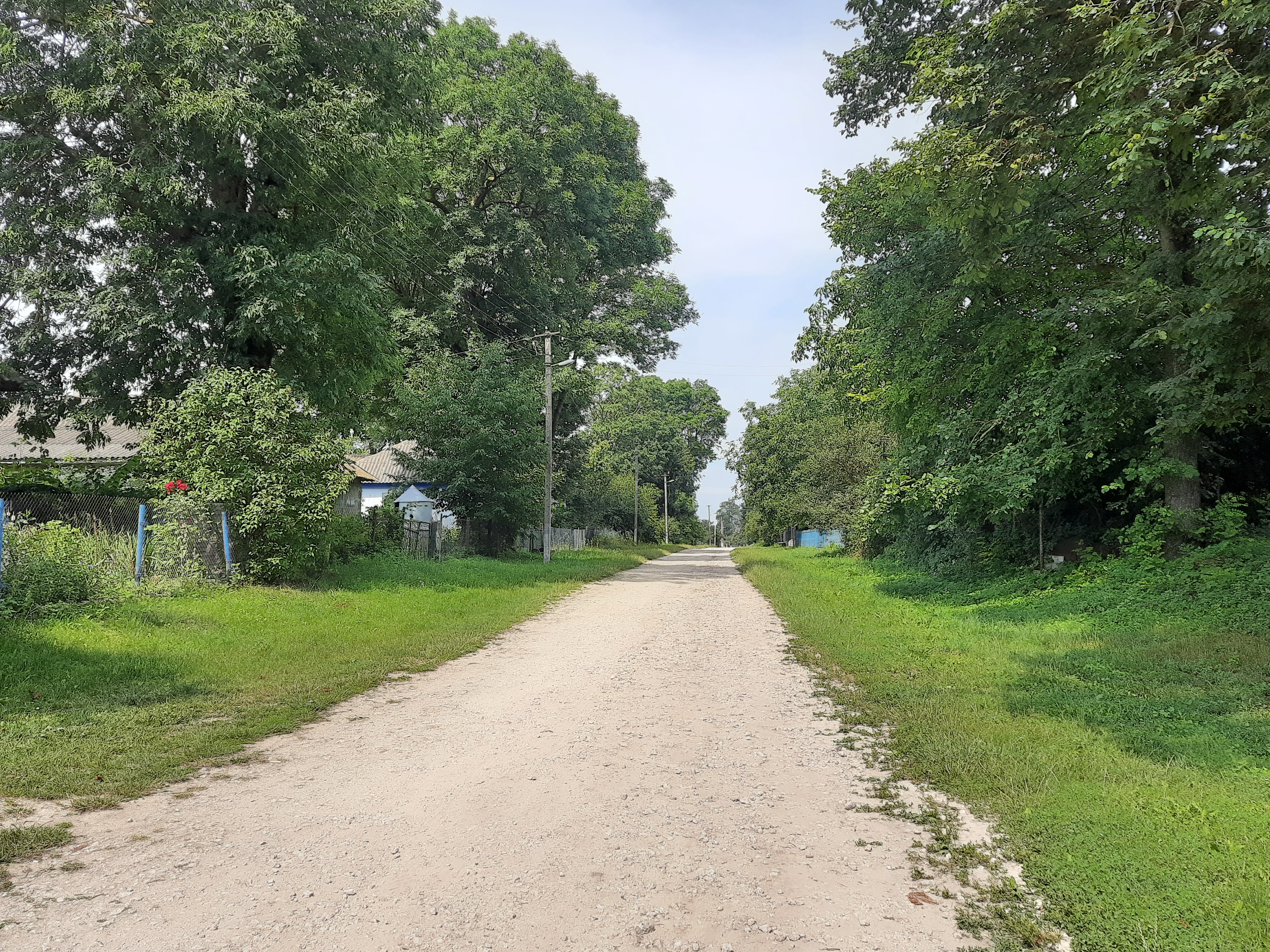
Сільська вулиця
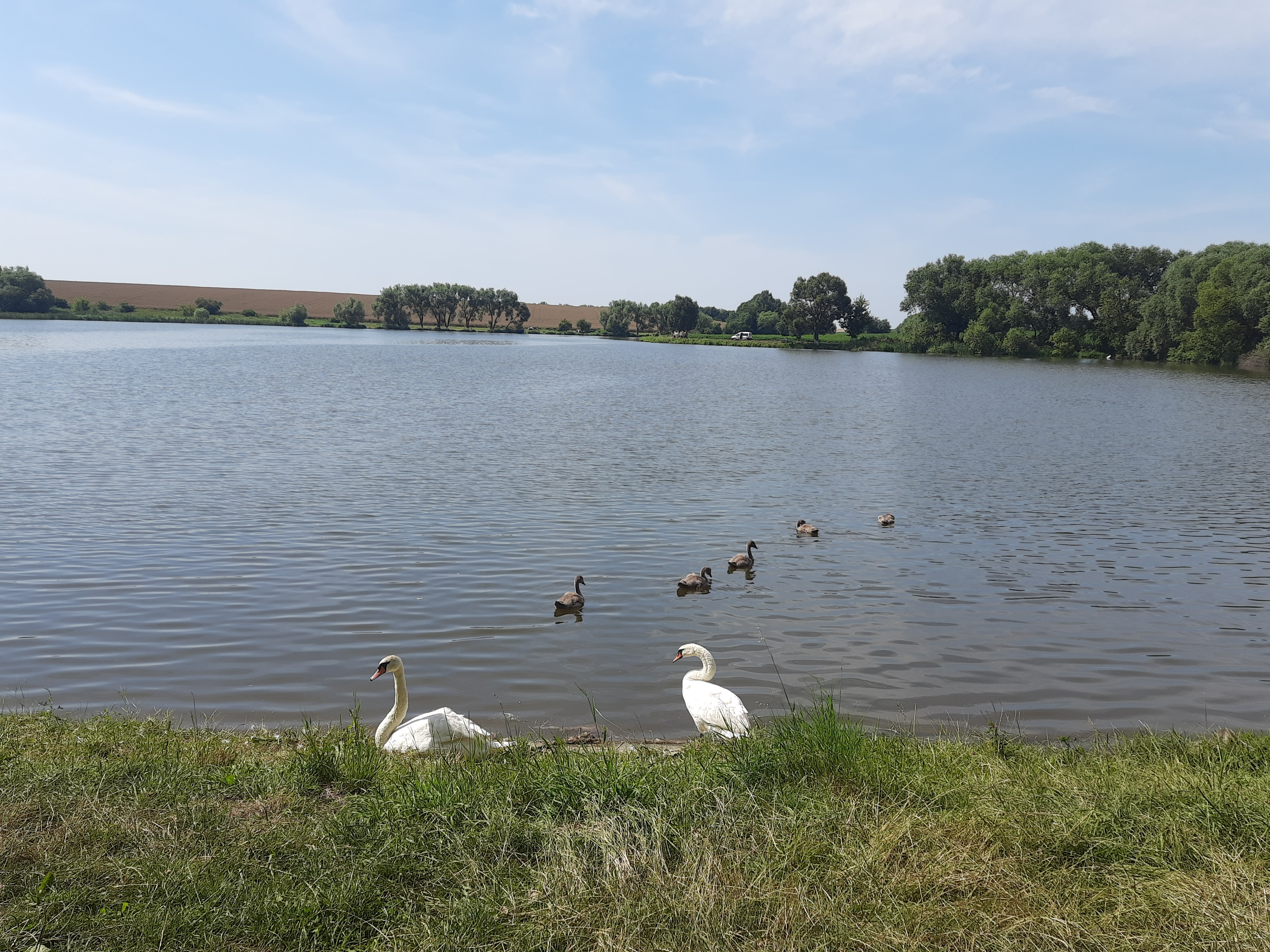
Став біля села